# Mónica Lander
Mónica Lander es una actriz y cantante argentina de extensa trayectoria artística.

## Carrera
Mónica Lander publicó varios tangos a partir y a lo largo de la década de los 80 bajo el sello Odeón de Estados Unidos. Empezó su carrera siendo niña en la década del 60 (descubierta por Ben Molar) en el programa "Escala musical" (Canal 13) y luego en "Ritmo y juventud" (Canal 11). Si bien alcanzó fama con sus tangos, fue en otros géneros donde tuvo mayor notoriedad, como se la puede ver en el film  El extraño del pelo largo de 1970 donde interpretó el tema Otra vez en la vía, una versión del tema de Francis Smith popularizado por Los Náufragos. También hizo versiones de Bienvenida primavera de Palito Ortega, Renato de Alberto Cortes, ambos grabados por la "Odéon Pops" , entre muchos otros.
Grabó en total tres discos. En 1988 puso en marcha el disco El mensaje, que contenía los temas: María va, Gardel, No nos veremos más, Los pájaros perdidos, Quiero impregnarme en tu piel, Viejo Tortoni, Gracias a la vida, Yo te desafío, Chiquilín de bachín y Nunca dejes de amarme.
En 1991 cantó en la popular Trottoirs de Buenos Aires junto a Luis Stazo, con quien recorrió toda Europa.
En cine debuta en la comedia Blum en 1969, dirigida por Julio Porter, con Darío Víttori, Nélida Lobato y Enzo Viena El extraño del pelo largo en 1970. . Luego vinieron otras participaciones, muchas de ellas con Jorge Porcel y Alberto Olmedo, como, Expertos en pinchazos (1979), Custodio de señoras (1979), Así no hay cama que aguante (1980) y A los cirujanos se les va la mano (1980). Realizó Actuaciones para el Gobierno de la ciudad de Buenos Aires "Música al aire libre" en la década de 1980 y 90 (Acompañada por Aníbal Arias, Ernesto Baffa, Luis Stazo) luego en la legislatura Porteña junto a Lucho Servidio y Luis Stazo en 2003 y 2004.

## Filmografía
- 1969: Blum.
- 1970: El extraño del pelo largo.
- 1970: El mundo es de los jóvenes...............................canta "Tu amor y mi amor"
- 1979: Expertos en pinchazos.
- 1979: Custodio de señoras
- 1980: Así no hay cama que aguante.
- 1980:  A los cirujanos se les va la mano.[5]

## Televisión
- 1960: Ritmo y juventud, por Canal 11, junto a Johny Tedesco.[6]
- 1964: Un chico llamado Johny.
- 1966: El club de la Calle 7, con Aníbal Troilo, Marta Ecco, Nelly Vázquez, Tito Reyes y el ballet de Víctor Ferrari.
- 1981: El Viejo Almacén, donde debutó como cantante de tangos.

## Teatro
- Gran despiplume en el Maipo (1972, Teatro Maipo) protagonizada por Jorge Porcel y Nélida Lobato con Haydée Padilla, Juan Carlos Altavista, Norman Briski, Elizabeth Aidil, Oscar Valicelli, Julio Fedel y The Royal Bluebell Girls.
- La historia del 7 (1977), con Enrique Pinti y Reina Reech - Dirección: Gerardo Sofovich.
- Viva el varieté (1995), con Adelco Lanza, Delfor Medina, Raúl Carrel y Lucila Duarte.

## Discografía
- 1984: "Buenos Aires romántico" - Junto a Luis Stazo - CBS[7]
- 1988: "Mi mensaje" - CONFLUENCIA
- 1991: "Tangos de Buenos Aires" - EMI ODEON

## Tangos interpretados
- Bienvenido amor (1963)
- Renato  (1963)
- Dame tu amor (1963)
- La tercera luna (1963)
- Un beso es muy poco (1965)
- Solos (1965)
- Romance de otoño (1984)
- Adiós Monino (1984)
- Nostalgias (1984)
- Tango mío (1984)
- Barco quieto (1984)
- Amor de verano (1984)
- Preludio a Francini (1984)
- Gracias a pesar de todo (1984)
- El día que me quieras (1984)
- Vida mía (1984)
- María va (1988)
- Gardel (1988)
- No nos veremos más (1988)
- Los pájaros perdidos (1988)
- Quiero impregnarme en tu piel (1988)
- Viejo Tortoni (1988)
- Gracias a la vida (1988)
- Yo te desafío (1988)
- Chiquilín de Bachín (1988)
- Nunca dejés de amarme (1988)
- Uno
- ¿Y ahora qué?
- Los pájaros perdidos
- Quiero impregnarme en tu piel
- La cumparsita
- Balada para un loco